# Dorstenia dorstenioides
Dorstenia dorstenioides är en mullbärsväxtart som först beskrevs av Engler, och fick sitt nu gällande namn av M.E.E. Hijman och C.C.Berg. Dorstenia dorstenioides ingår i släktet Dorstenia och familjen mullbärsväxter. Inga underarter finns listade i Catalogue of Life.